# Anaea cicla
Anaea cicla är en fjärilsart som beskrevs av Heinrich Benno Möschler 1876. Anaea cicla ingår i släktet Anaea och familjen praktfjärilar. Inga underarter finns listade i Catalogue of Life.